# Wiliberg
Wiliberg (gsw. Wilibärg) – gmina (niem. Einwohnergemeinde) w Szwajcarii, w kantonie Argowia, w okręgu Zofingen. Liczy 167 mieszkańców (31 grudnia 2020). Leży nad rzeką Uerke. Pod względem liczby mieszkańców jest najmniejszą gminą kantonu.